# Urbanisme à Paris

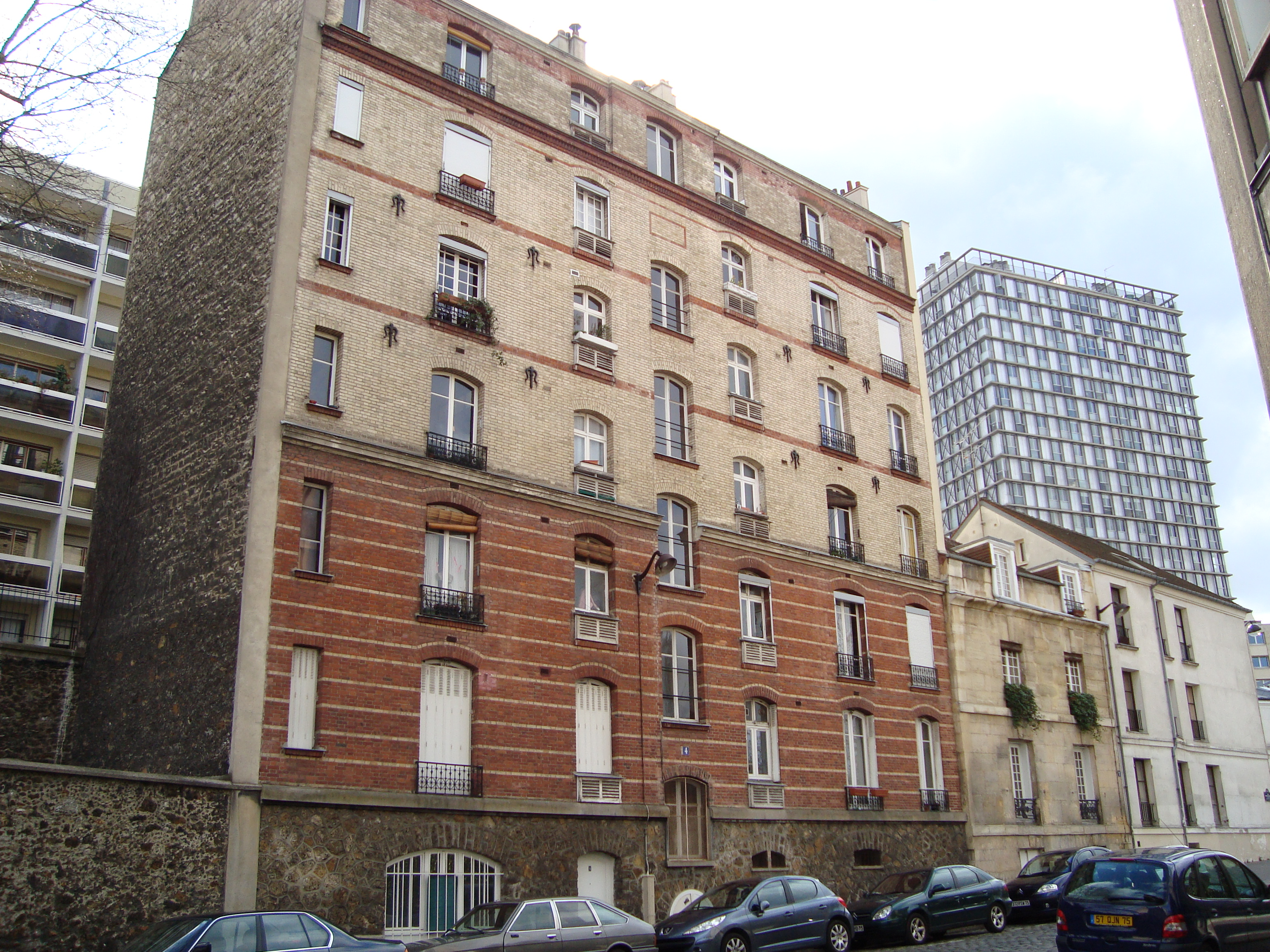
Paris, une ville aux multiples strates urbanistiques : la rue Berbier-du-Mets dans le 13e arrondissement présentant de gauche à droite, des immeubles caractéristiques des années 1980, des années 1910, du XVII, de début 1800, et le premier gratte-ciel de la capitale, la tour Albert (1960).

Un fait central de l'urbanisme parisien est que la capitale française, depuis dix siècles, a toujours joué un rôle de premier plan au niveau politique ou économique. La plupart des souverains français depuis le Moyen Âge ont tenu à laisser leur marque sur une ville qui, contrairement à d'autres métropoles européennes comme Londres en 1666, Lisbonne en 1755 ou Berlin en 1945, n'a jamais été détruite.
De cette permanence résultent une accumulation unique de monuments et une tradition urbanistique et architecturale qui fait le « cachet » de Paris : alignement des immeubles le long d'avenues bordées d'arbres, hauteur égale sous l'influence des règlements d'urbanisme, façades rythmées par les ornements du deuxième étage et le balcon filant du cinquième.

## Paris antique
Si un village gaulois s'est peut-être installé sur l'Île de la Cité, les vestiges antiques concernent surtout la ville gallo-romaine, construite au Ier siècle av. J.-C. sur la rive gauche. On pense qu'elle s'étendait approximativement du boulevard Saint-Germain au Val-de-Grâce et de la rue Descartes au jardin du Luxembourg. Lutèce était construite autour de la rue Saint-Jacques (qui en était le cardo) à partir d'un point central vraisemblablement fixé par les architectes romains au niveau actuel des 172 et 174 de la rue Saint-Jacques au sommet de la montagne Sainte-Geneviève en vue de l'île de la Cité et de la rive droite.
Le forum s'étendait de la rue Saint-Jacques au boulevard Saint-Michel et de la rue Cujas à la rue Malebranche.
La cité était bâtie sur un plan en damier où tout s'ordonne autour de deux axes principaux qui se coupent à angle droit : le cardo maximus (axe nord-sud) ou Via superior, actuelle rue Saint-Jacques et le decumanus (est-ouest).
La base est de ce plan est un module carré de 300 pieds romains soit 88,80 mètres avec, par endroits, des subdivisions en semi-modules de 150 pieds et des tranversus (diagonales), le principal étant celui de la voie vers l'Italie par Lyon dont le point de départ est à l'angle sud-est du forum (actuellement à l'angle des rues Saint-Jacques et Soufflot) et s'orientant dans l'axe de l'actuelle rue Lhomond vers l'actuelle avenue des Gobelins.
Des voies secondaires quittaient Lutèce, au sud en direction de Dreux par l'actuelle rue de Vaugirard, au nord après la traversée des bras de la Seine entourant l'île de la Cité vers Senlis, à l'est vers Meaux par les actuelles rues François-Miron et Saint-Antoine, à l'ouest vers Rouen par l'actuelle rue Saint-Honoré. La rive droite n'était cependant pas construite.

## Paris médiéval: la croissance radiale
Au Moyen Âge, Paris repousse régulièrement les enceintes qui l'entourent et absorbe ses faubourgs : d'abord celle de Philippe Auguste, puis celle de Charles V.

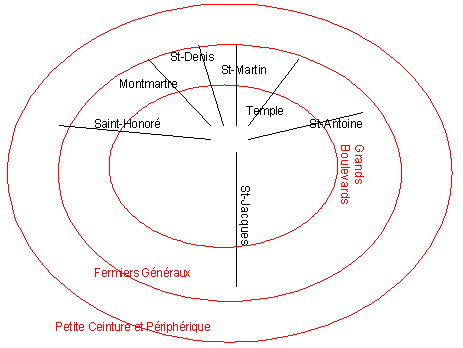
Schéma du réseau des rues de Paris.

Ce Paris médiéval semble difficilement appréhendé aujourd'hui, le centre de Paris abritant surtout des immeubles postérieurs à Henri IV. En réalité certains immeubles anciens sont cachés sous les rénovations de façade. Mais la principale marque que le Moyen Âge a laissée à Paris est visible sur un plan de la ville. On y reconnaît en effet les principaux axes du Paris médiéval, rues pas tout à fait droites (à l'exception de l'ancien cardo maximus, la rue Saint-Jacques) qui convergent vers les abords de l'île de la Cité et portent souvent des noms de saints : rue Saint-Honoré, rue Montmartre, rue Saint-Denis (ancienne Grand'rue), rue Saint-Martin, rue du Temple, rue Saint-Antoine, rue Saint-Jacques, axe de la rue de Buci…
En dehors de ces rues, la ville est souvent un labyrinthe de petites rues plus ou moins bien entretenues. Il n'est pas encore question de grandes avenues et de perspectives majestueuses.
Vers 1300, le rimeur Guillot de Paris compose une première liste des noms de rues de Paris dans Le Dit des rues de Paris. Ce document indique que la capitale comptait 310 rues dont 80 dans le quartier d'Outre-Petit-Pont, 36 dans la Cité et 114 dans le quartier d'Outre-Grand-Pont. À cette époque, les rues de Paris, étroites, sombres, malsaines étaient sales et pour la plupart non pavées. C'était le voyer de Paris qui avait à charge la voirie de la ville.

## Paris classique: l'émergence du plan cartésien

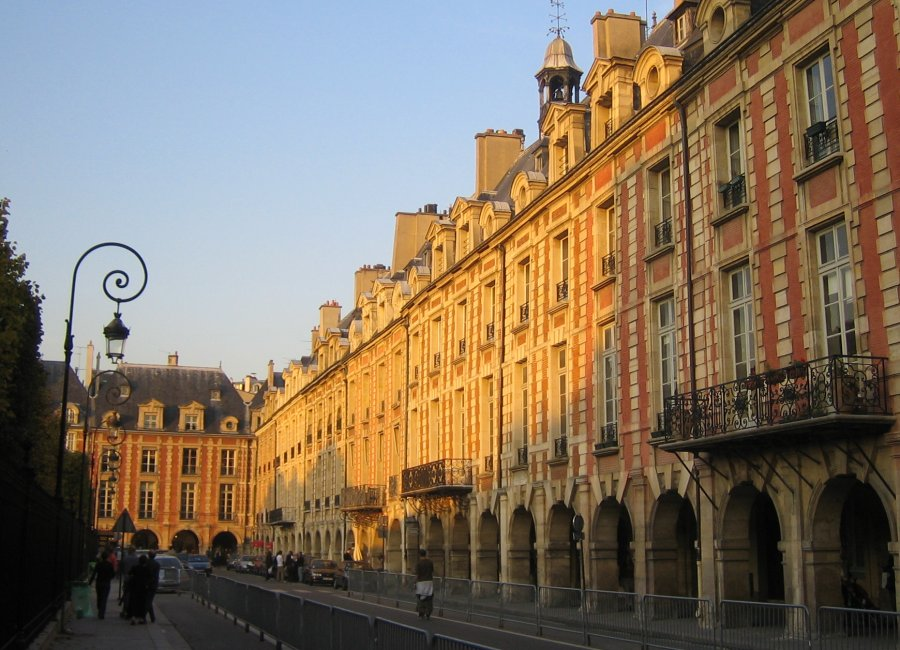
La place des Vosges (1605-1612).

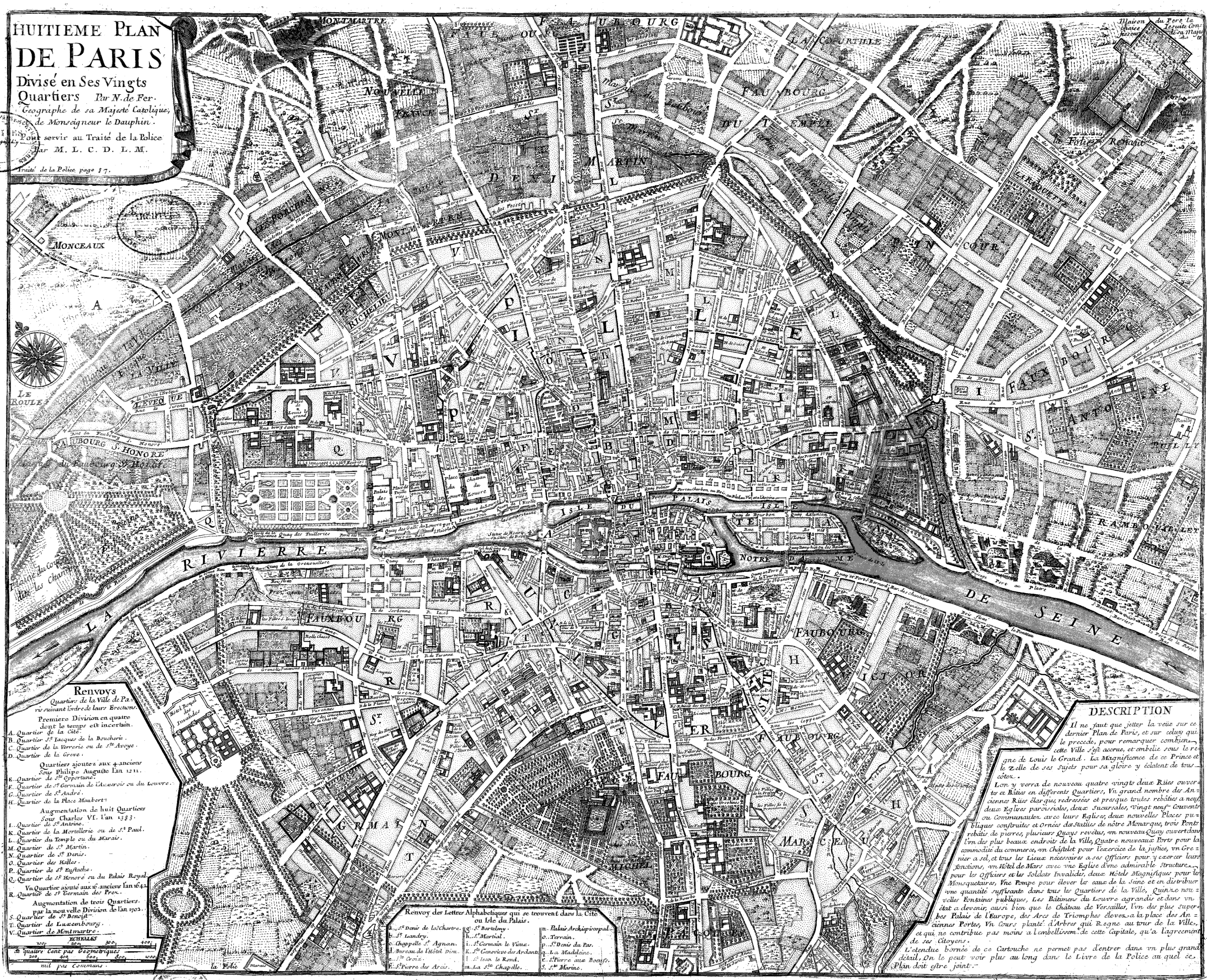
Paris en 1705.

Les opérations d'urbanisme commencent à se développer. Les nouvelles voies sont larges et, si possible, rectilignes. La place des Vosges, érigée au début du XVIIe siècle, sert de modèle à cette volonté d'ordre et d'harmonie. L'édit de 1607 et l'ordonnance de 1667 instaurent la tradition des règlements d'urbanisme à Paris en interdisant pour des raisons de sécurité les pans de bois apparents, en réglementant les saillies sur rue et en limitant la hauteur sur rue des immeubles.
Au XVIIe siècle, l'enceinte de Louis XIII englobe sur la rive droite l'ensemble couvert aujourd'hui par les quatre premiers arrondissements. Louis XIV détruit les fortifications sur la rive droite et construit sur leur emplacement de larges boulevards. Les immeubles gagnent en largeur. On peut en voir un exemple dans un ensemble construit entre 1669 et 1678 aux 2-14, rue de la Ferronnerie, à l'endroit même où Ravaillac avait assassiné Henri IV.
En 1702, Paris compte 20 quartiers, 14 faubourgs et 2 villages. La réalisation principale du XVIIIe siècle est celle des boulevards aménagés sur les remparts de la rive droite démantelés en 1670, dans des quartiers densément urbanisés entre la ville médiévale à l'intérieur de l'ancienne enceinte et les faubourgs. Les boulevards du nord de la ville sont complétés par la rocade des boulevards du midi réalisés vers 1760 à l'extérieur ou en lisière de la zone urbanisée.
A l'exception de ces boulevards, il reste relativement peu d'embellissements urbains du XVIIIe siècle à Paris ; il s'agissait en général d'interventions ponctuelles autour d'un monument. On peut citer en exemple le lotissement qui entoure le théâtre appelé aujourd'hui Odéon théâtre de l'Europe réalisé par Marie-Joseph Peyre et Charles De Wailly, sur des principes baroques inspirés de l'Italie (patte d'oie qui met en scène la façade du monument selon différents points de vue). À la fin du XVIIIe siècle, le mur des Fermiers généraux, enceinte fiscale et non défensive, fixe la limite de la ville, soit approximativement les onze premiers arrondissements actuels. L'enceinte englobe des espaces encore non construits à cette date, bien que l'urbanisation ait largement dépassé l'ancienne enceinte de Charles V par le développement de faubourgs le long des routes.
Toute cette période se caractérise par un urbanisme d'accumulation. Jusqu'à Louis-Philippe, aucune opération d'envergure ne vient remettre en cause l'organisation médiévale du territoire. On ne remplace pas le labyrinthe des rues par des axes monumentaux et on ne redécoupe pas les parcelles existantes. Pour loger plus de monde sur le même espace, on se contente de construire de nouveaux corps de bâtiment au fond des cours intérieures, voire de surélever les immeubles d'un ou deux étages. Les innovations urbaines n'ont leur place que sur les espaces encore vierges ou récupérés. Ainsi, c'est sur l'emplacement d'une enceinte détruite que Louis XIV fait construire les grands boulevards. Au XVIIIe siècle, des hôtels particuliers ou des couvents, à la périphérie de la ville d'alors, sont transformés en lotissements.
La « mixité sociale » est alors une réalité. Les hôtels particuliers voisinent avec les quartiers populaires. Dans les immeubles de rapport, il suffit de regarder la façade pour le constater : toutes les couches de la société se superposent depuis le deuxième étage, dit « noble », où loge le bourgeois, jusqu'au dernier étage des étudiants et des ouvriers[réf. souhaitée].

## Paris auXIXesiècle: le temps des grands aménagements
Pour beaucoup, l'urbanisme de Paris évoque d'abord l'action du préfet Haussmann. C'est en effet à l'époque de Napoléon III que Paris a pris son visage moderne. Le grand mouvement de rénovation urbaine avait toutefois été initié par ses prédécesseurs.

### Révolution et Premier Empire
La Révolution et le Premier Empire ont lancé peu de grandes opérations d'urbanisme. Ils lancent toutefois la réflexion sur la modernisation nécessaire de Paris. Une commission publie en 1794 un plan de rénovation de Paris, dit « plan des Artistes », qui propose de tracer de grands axes rectilignes à travers Paris. Une rue doit ainsi partir de la place de la Nation pour déboucher sur le Louvre au milieu de la Grande Colonnade.
Le Consulat lance le chantier de la rue de Rivoli, perspective monumentale qui longe le jardin des Tuileries. Il faudra attendre cinquante ans pour qu'elle devienne, avec Haussmann, le grand axe est-ouest du centre de Paris. Napoléon se préoccupe aussi de l'approvisionnement en eau de la capitale avec le canal de l'Ourcq et construit aussi bien des équipements publics utiles (marchés, abattoirs) que des ponts et des monuments de prestige (colonne Vendôme, achèvement du Palais-Bourbon et de l'église de la Madeleine).
Systématisant un principe imposé au cas par cas à Paris dès le XVIIIe siècle, la loi du 16 septembre 1807, qui concerne toute la France, instaure la servitude d'alignement : dans toute ville de plus de 2 000 habitants, un plan d'alignement doit indiquer dans chaque rue la ligne que les façades ne peuvent dépasser. Cette servitude doit être respectée lors de toute nouvelle construction ou reconstruction d'immeuble. Cette disposition a pour but de favoriser un élargissement progressif des rues dans les quartiers anciens. Elle ne produit que peu d'effets à Paris : le rythme des destructions et des reconstructions est si lent que le préfet de la Seine Gilbert de Chabrol de Volvic calcule en 1819 qu'il faudra plusieurs siècles pour réaliser complètement le plan d'alignement.

### Restauration et Monarchie de Juillet: les premières grandes percées

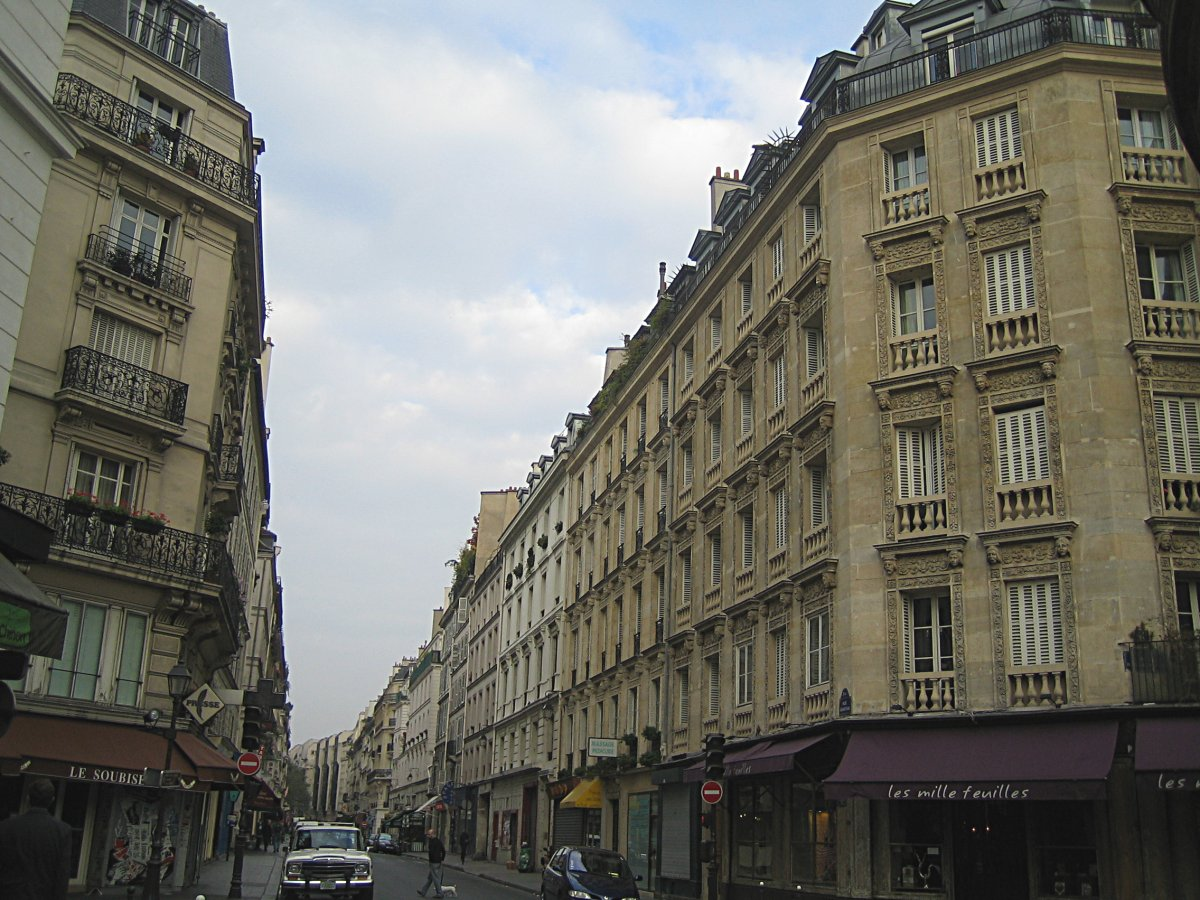
La rue Rambuteau en 2005.

Dans les années 1820, le retour de la paix et le renouveau de l'économie favorisent le lancement de vastes opérations de lotissement : quartiers de l'Europe, quartiers François-Ier, Saint-Vincent-de-Paul, Beaugrenelle autour de la place Violet, Passy autour de la place Victor-Hugo… Une planification urbaine nouvelle organise certains de ces quartiers autour de réseaux en étoile et distingue les voies principales des rues destinées à la desserte locale. Les lotissements de Beaugrenelle et de Passy couvrent une superficie de l'ordre du kilomètre carré.
Le préfet, Gilbert de Chabrol de Volvic, confie la réalisation de ces opérations aux promoteurs privés. Les pouvoirs publics n'interviennent que pour faire respecter les règlements urbains sur l'alignement et la hauteur (gabarit) des immeubles. Toutefois la crise de la seconde moitié des années 1820 retarde leur réalisation.
En 1833, Claude-Philibert Barthelot de Rambuteau devient le nouveau préfet de la Seine. Il va le rester pendant toute la monarchie de Juillet. Plusieurs éléments déterminent une nouvelle orientation de l'urbanisme parisien. Les préoccupations hygiénistes commencent à souligner le problème des quartiers insalubres, mis en évidence par l'épidémie de choléra de 1832, tandis que les nouveaux modes de transport en commun permettent aux employés d'aller habiter plus loin de leur lieu de travail. Un siècle plus tard, ces deux questions occuperont encore une position centrale dans la réflexion des urbanistes modernes et en particulier de Le Corbusier.
Rambuteau s'appuie sur la loi d'expropriation pour cause d'intérêt public de 1841 pour lancer la rénovation de Paris. C'est lui, avant Haussmann, qui imagine les grands boulevards et avenues qui doivent assainir les quartiers centraux et faciliter les transports publics. La formule des boulevards-promenades de Louis XIV devient le principe structurant de l'ensemble de la trame urbaine. Rambuteau lance la restructuration des Halles, mais réalise surtout, de 1838 à 1844, la rue qui porte aujourd'hui son nom. C'est la première fois qu'on détruit un quartier pour percer une rue dans le centre de Paris. Sa largeur de 13 mètres est alors considérable. Elle passera pourtant au second plan lorsque Haussmann taillera des voies beaucoup plus larges dans le même quartier.
L'action de Rambuteau porte aussi sur les équipements urbains : plantation d'arbres le long des avenues, égouts, éclairage au gaz et même urinoirs. Sa devise est : « de l’eau, de l’air, de l’ombre ».

### Le Second Empire et la transformation haussmannienne

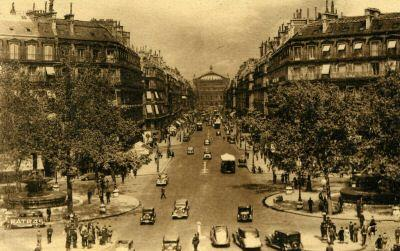
L'avenue de l'Opéra au début du XXe siècle.

Paris absorbe ses faubourgs jusqu'à l'enceinte de Thiers en 1860 (voir l'article Arrondissements de Paris). Le préfet Haussmann continue à une échelle beaucoup plus vaste les transformations de Rambuteau et dote Paris d'un réseau d'axes qui, aujourd'hui encore, constituent son ossature principale. Il bénéficie du soutien de Napoléon III qui participe même à certaines réalisations.
Avec la collaboration de Belgrand, il met en place le réseau moderne d'alimentation en eau de Paris.
Les travaux d'Haussmann, qui constituent le fait majeur de l'histoire de l'urbanisme à Paris, sont décrits en détail dans l'article : Transformations de Paris sous le Second Empire.

### LaBelle Époque
À la fin du XIXe siècle et jusqu'à 1914, l'absence d'inflation, les prêts à taux très réduits consentis notamment par le Sous-Comptoir des entrepreneurs (créé en 1848 et collaborateur du Crédit foncier de France), permettent aux architectes et aux entrepreneurs d'obtenir de nombreuses commandes de particuliers pour lotir les nouveaux territoires acquis par la ville de Paris à l'intérieur des fortifications et laissés jusque-là aux maraîchers et aux chasseurs.
L'abondance de capitaux à faibles taux d'intérêt, les carrières de calcaire de construction à l'intérieur même de Paris, la main-d'œuvre bon marché, la formation poussée des artistes plasticiens, permettent de construire des immeubles d'habitation à loyer modéré avec un luxe inconnu jusqu'alors et qui disparaîtra après la Première Guerre mondiale : même les immeubles les plus modestes bénéficient de façades en pierre sculptées, d'escaliers et de cheminées en marbre, de toitures en ardoise, de moulures en plâtre décoratives aux plafonds et sur les murs.
Des quartiers entiers sont construits parfois par le même architecte, devenu ainsi de fait urbaniste. Ainsi, presque tous les immeubles de la rue Belgrand (20e arrondissement), de la place Gambetta à la porte de Bagnolet, et une grande partie de ceux de la rue de la Glacière (13e arrondissement) sont construits par Arsène Lejeune ou les architectes de son cabinet, il en va de même pour Pierre Humbert, qui construit entre autres l'intégralité des immeubles des rues Verdi, et Yvon-Villarceau, dans le 16e arrondissement.

## Paris auXXesiècle: expériences et hésitations
On ne peut comprendre la frénésie de construction qui a suivi la Seconde Guerre mondiale si on ne prend conscience de deux éléments qui ont aujourd'hui en partie disparu :
- l'obsession hygiéniste héritée du XIXe siècle, choquée par la persistance de quartiers insalubres à Paris et théorisée par le docteur Albert Besson ;
- le relatif immobilisme de la première moitié du siècle, auquel s'est ajoutée la forte demande de logements du « baby-boom ».

Les Trente Glorieuses lanceront alors des opérations dont l'ampleur provoquera un retour brusque, dans les années 1970 et 1980, à un urbanisme plus traditionnel.

### Bien avant la Seconde guerre mondiale: le temps des projets

#### Une ville à assainir
En 1900, malgré les transformations d'Haussmann et de ses successeurs, Paris compte de nombreux quartiers délabrés. Plusieurs enquêtes (1904, 1918) amènent à recenser les îlots « tuberculeux » ou insalubres en s'appuyant en particulier sur la fréquence des cas de tuberculose. Dans la Charte d'Athènes, Le Corbusier décrira ainsi les « taudis » que l'on trouvait à son époque :
Ces quartiers ne font toutefois pas encore l'objet d'opérations de rénovation d'envergure.

#### Les rêves des urbanistes
Entre les deux guerres, l'un des thèmes de réflexion dominants est l'idée d'un aménagement d'ensemble de la région parisienne. Il fait l'objet d'un concours en 1919 et d'une loi le 14 mai 1932, d'où découle un plan réalisé par Henri Prost en 1934. Ces plans reposent sur la réalisation de nouveaux axes ou l'élargissement d'axes existants afin de décongestionner le centre de Paris.
Pendant ce temps, des architectes indépendants multiplient les propositions pour résoudre les problèmes des villes en matière d'habitation et de circulation.
Le plus fameux plan d'urbanisme de l'entre-deux-guerres vise d'abord à provoquer et stimuler les esprits. En 1925, le jeune Le Corbusier, obsédé par l'insalubrité du vieux Paris, propose dans le plan Voisin de raser la plus grande partie des arrondissements 1 à 4 pour construire à la place, dans un immense parc parcouru de voies rapides, une trentaine de gratte-ciels cruciformes capables d'héberger chacun plusieurs milliers d'habitants.
Les frères Perret, dont l'un, Auguste, reconstruira Le Havre après la guerre, dessinent à la même époque des projets de gratte-ciels pour le centre de Paris, aussi beaux que ceux de Manhattan mais sans leur juxtaposition chaotique. D'autres architectes veulent expérimenter les nouvelles techniques de construction dans les quartiers périphériques. Ils se heurtent à la rigueur du règlement de 1902, rédigé par Louis Bonnier : les constructions ne peuvent dépasser le gabarit traditionnel que le long d'une pente de 45 degrés vers l'intérieur de la parcelle. Henri Sauvage propose en conséquence de gigantesques immeubles à gradins, ziggourats modernes, dont il construit une esquisse au 26, rue Vavin.
Certains, constatant qu'il ne leur sera pas permis de faire pousser les immeubles vers le haut, proposent de creuser à l'intérieur du sol. Clément Tambuté veut relier la place Malesherbes à l'aéroport du Bourget par une liaison souterraine. Gaston Bardet veut enfouir les entrepôts et les voies rapides afin de rendre la ville de surface à « sa fonction première de promenade ». Ces projets n'ont guère laissé dans Paris que des souterrains sur les boulevards des Maréchaux au niveau des portes les plus importantes ; celui de la porte d'Italie vient d'être supprimé[réf. souhaitée].
Pendant ce temps, les quartiers périphériques se dotent des dernières cités pavillonnaires pittoresques (place de l'Abbé-Georges-Hénocque, Hameau du Danube…).

### Après la Seconde Guerre mondiale: le temps des réalisations
Après la guerre, malgré les analyses, les plans et les rêves, aucune opération d'envergure n'a encore été menée. Les îlots insalubres existent toujours. La réflexion reprend autour des idées d'André Thirion et de Bernard Lafay. L'un des grands noms des années 1950 est Raymond Lopez. Il oppose le Paris « cristallisé » des premiers arrondissements au Paris des arrondissements périphériques qui doivent faire l'objet de profondes réorganisations. Ces transformations doivent s'appuyer sur une ceinture de voies rapides prenant la place de l'ancienne enceinte des Fermiers généraux et passant donc par Pigalle, Belleville et Montparnasse. Il ne s'agissait plus, contrairement aux plans d'avant-guerre, de faciliter l'accès au centre de Paris, mais de permettre à la population de le contourner. Les automobilistes ne traverseraient plus Paris par l'axe habituel du boulevard Saint-Michel et du boulevard de Sébastopol, mais emprunteraient une autoroute urbaine partant de la porte de Vanves ou de la porte d'Italie pour rejoindre la porte d'Aubervilliers en passant par le boulevard Richard-Lenoir. C'est le Plan autoroutier pour Paris[réf. souhaitée].

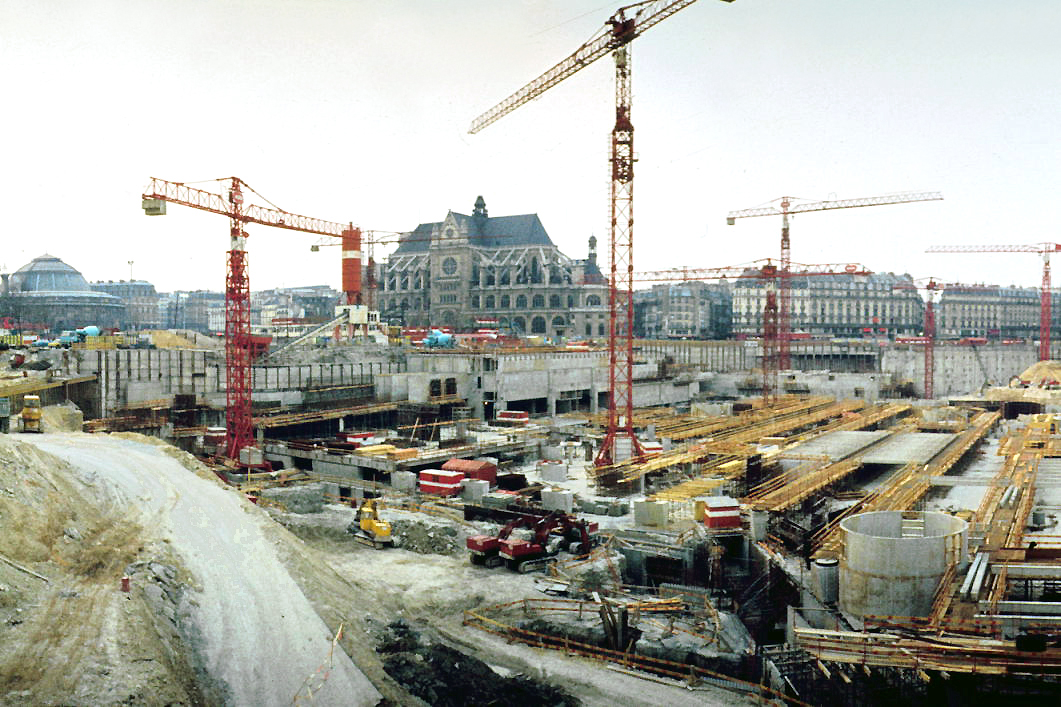
Construction d'un premier Forum des Halles en 1976.

Les conclusions de Raymond Lopez font l'objet d'un plan exposé en 1957, dans lequel il distingue les îlots « mal construits », qui doivent être reconstruits, des zones jugées « bien construites », à conserver. Un quart de la ville doit être rénové. Lopez envisage, pour les quartiers reconstruits, un urbanisme fondé non plus sur l'alignement sur rue traditionnel, mais sur un « urbanisme d'ensemble » : les constructions, non soumises à l'exigüité des parcelles existantes, pourront exploiter des solutions nouvelles inspirées de certaines des théories exposées par Le Corbusier.
Contrairement aux analyses précédentes, l'analyse de Raymond Lopez et des autres urbanistes des années 1950 va connaître une réalisation partielle et spectaculaire. Il va bénéficier du soutien du nouveau régime du général de Gaulle, assez fort pour vaincre les inerties traditionnelles. L'objectif de modernisation de Paris ne soulève guère d'objections, pas plus que les moyens employés.
Pour répondre à ces besoins, la Ville de Paris crée en 1959 l'École des ingénieurs de la ville de Paris, à ce jour unique grande école d'ingénieurs délivrant un diplôme en génie urbain.
Le Plan d'urbanisme directeur rédigé en 1959 et appliqué dès 1961 transforme en projet concret la vision des urbanistes, qu'il résume en quelques mots : « La trame urbaine n'est plus définie par les rues, mais par l'ordonnance des constructions, elles-mêmes guidées par des considérations fonctionnelles ». La mise en œuvre la plus caractéristique de cette vision est l'opération des Olympiades (13e arrondissement), dirigée par Michel Holley de 1969 à 1974.
C'est une rupture majeure dans l'urbanisme parisien basé sur l'alignement sur rue et le gabarit homogène des bâtiments, même si les architectes estiment que les nouvelles tours, qui ont toutes à peu près la même hauteur, reproduisent à un niveau plus élevé le gabarit traditionnel. Les deux principales opérations, à Paris intra-muros, sont toutes deux situées sur la rive gauche : Italie 13 et Front-de-Seine.

#### L'opération Italie 13
L'opération Italie 13, menée au cours des années 1960 et au début des années 1970, a transformé le sud du 13e arrondissement par la construction de nombreuses tours, en particulier autour du quartier sur dalle des Olympiades.
Les tours, au nombre de trente-cinq environ, ne présentent pas une grande diversité. Sauf quelques exceptions isolées, elles sont parfaitement identiques au sein d'un même quartier. Implantées de manière indépendante de la rue, elles ne s'en sont pourtant jamais vraiment affranchies. De plus, la rareté des espaces verts comme la concentration des tours entraient en contradiction avec les préceptes de Le Corbusier sur l'espacement nécessaire des habitations.
Ce quartier, implanté sur une hauteur et bien visible depuis les autres quartiers de Paris, a une part de responsabilité dans la méfiance que de nombreux Parisiens ressentent envers les tours, malgré l'image positive du quartier chinois, dont l'installation au milieu des tours a sauvé l'opération Italie 13 sur le plan immobilier[réf. souhaitée].

#### Le Front-de-Seine
Le Front-de-Seine longe la Seine dans le 15e arrondissement. Une vingtaine de tours y ont été construites, pour la plupart dans les années 1970, sur une dalle pavée de motifs dont on ne perçoit le dessin que depuis les étages élevés. Contrairement aux tours du 13e arrondissement, celles du Front-de-Seine sont de styles très variés : les deux tours les plus originales sont sans doute l'hôtel Novotel (ancien hôtel Nikko) avec ses fenêtres encadrées de rouge et la tour Totem, empilement de blocs vitrés.
Malgré un standing élevé dans les tours, la dalle s'est considérablement dégradée et le centre commercial s'est en partie vidé au cours du temps. Des plans de rénovation sont en cours de réalisation[réf. souhaitée].

#### L'époque contemporaine et le retour à la ville classique

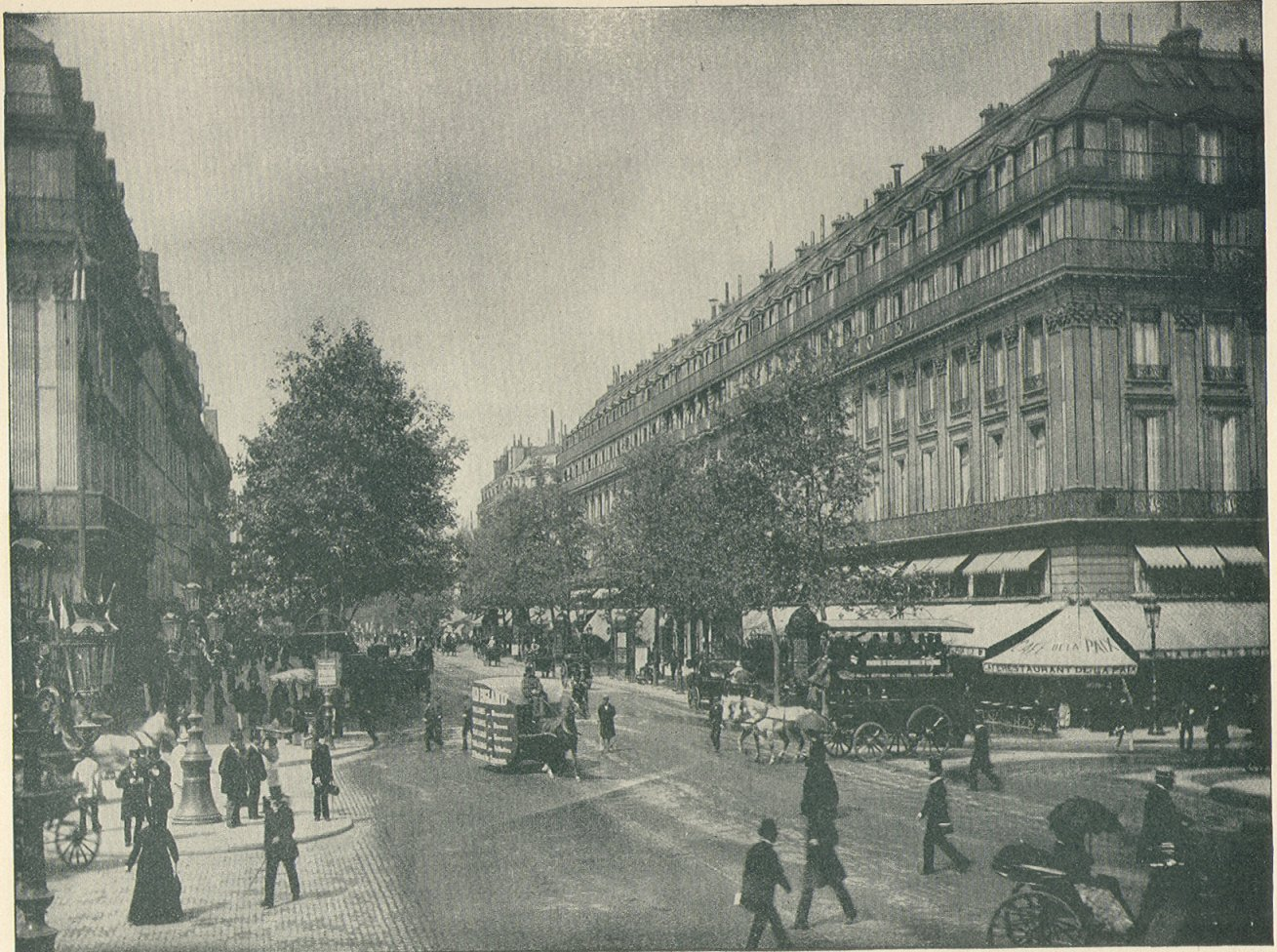
Le Grand Hôtel à l'angle de la place de l'Opéra en 1890 : un ordonnancement monumental.

Dès 1970 l'Atelier parisien d'urbanisme (APUR) critique l'approche brutale de l'urbanisme sur dalle. François Loyer mène pour le compte de l'Apur une grande enquête sur le Paris du XIXe siècle et réhabilite l'haussmanisme[réf. souhaitée]. Selon lui les réalisations haussmanniennes assuraient une meilleure hiérarchisation des espaces publics et privés, des voies et des constructions, conduisant à une plus grande cohérence des ensembles bâtis. Ce modèle, loin d'être dépassé, peut être réinterprété dans le cadre de l'architecture contemporaine.[réf. nécessaire]
En parallèle, le public manifeste un fort sentiment de rejet envers les nouvelles tours qui surgissent, auxquelles ils reprochent une certaine inhumanité. L'uniformité des tours du 13e arrondissement, loin de représenter un nouveau visage du style traditionnellement homogène des quartiers parisiens, est vécu comme un appauvrissement du paysage urbain.
À partir de 1974, après l'élection de Valéry Giscard d'Estaing, les grandes opérations sont annulées ou freinées à Paris. Seul le chantier de la Défense se poursuit ainsi que certaines opérations particulières comme l'édification du centre national d'art et de culture Georges-Pompidou.
L'îlot est réhabilité. Il n'est toutefois pas toujours fermé comme dans l'architecture haussmannienne. Dès la fin des années 1970, Christian de Portzamparc construit l'ensemble de la rue des Hautes-Formes, dans le 13e arrondissement. Deux tours étaient prévues : il les remplace par un ensemble de bâtiments plus bas, aux formes variées, dans lesquels il tente de mieux organiser la hiérarchie entre espaces publics, privés et semi-privés tout en s'opposant au modèle de la « construction en série » qui s'est exprimé dans les Olympiades[Quoi ?] toutes proches. C'est son thème d'« îlot ouvert » qui « reprend de la ville classique, le thème de la rue, et poursuit, de l'architecture moderne, le thème du bâtiment autonome ». Vingt ans plus tard le même Christian de Portzamparc continue à mettre en œuvre ce principe à Paris Rive Gauche, où il coordonne la construction d'un quartier au sud de la rue Neuve-Tolbiac.
La même opération Paris Rive Gauche, autour de l'an 2000, illustre une autre tendance de l'urbanisme moderne parisien : un retour à une organisation de type haussmannien de l'îlot : le long de l'avenue de France et surtout de son prolongement vers la gare de Paris-Austerlitz (avenue Pierre-Mendès-France), l'alignement sur rue, l'harmonie des gabarits, une certaine uniformité des façades, des cours ou des jardins intérieurs se conjuguent avec une architecture contemporaine de pilotis et de façades en verre.

## LeXXIesiècle: muséification de Paris ou retour des tours?
Une proposition du maire de Paris, Bertrand Delanoë, de construire à nouveau quelques tours dans les quartiers périphériques (telle la tour Triangle à la porte de Versailles), a rencontré l'enthousiasme des architectes mais l'opposition de nombreux particuliers. Les uns regrettent ce qu'ils considèrent comme un manque d'ambition architecturale de Paris, tandis que les autres soulignent la spécificité de Paris, faite d'un héritage architectural et urbanistique unique[réf. souhaitée].
Tandis que de nouvelles tours continuent à sortir de terre dans le quartier d'affaires de La Défense, à Paris même les grands projets vont plutôt dans le sens d'un respect du tissu urbain et du patrimoine architectural, en particulier des dernières traces du passé industriel de Paris. Malgré le rejet de la candidature parisienne à l'organisation des Jeux olympiques de 2012, la vaste zone des Batignolles, prévue comme village olympique, est tout de même aménagée, comprenant la nouvelle Cité judiciaire de Paris.
L'organisation administrative de Paris fait elle aussi l'objet d'un débat récurrent. Certains, comme l'architecte Roland Castro, proposent la mise en place d'un « Grand Paris » en soulignant que la plupart des grandes capitales ont absorbé une partie de leur banlieue alors que Paris, dont les limites n'ont pour l'essentiel pas évolué depuis 1860, ne participe même pas à une structure intercommunale, jusqu'à la création de la métropole du Grand Paris le 1er janvier 2016[réf. souhaitée].